# Tratado Gual-Molina
O Tratado de União, Liga e Confederação Perpétua entre a Colômbia e as Províncias Unidas da América Central foi um acordo de colaboração e aliança assinado em 15 de março de 1825 entre a Grã-Colômbia e as Províncias Unidas da América Central, representadas respectivamente pelos Ministros Plenipotenciários Pedro Gual e Pedro Molina Mazariegos.
O objetivo deste tratado era manter uma aliança que garantisse a ambas as nações permanecer independentes e livres de qualquer interferência de potências estrangeiras, unir forças em caso de ataque ou invasão, reconhecer-se mutuamente como nações soberanas, garantir mutuamente a integridade de seus territórios por meio do uti possidetis iuris, e estabelecer novos pactos que possam melhorar as relações bilaterais.
Este acordo foi um dos precedentes para a convocação do Congresso do Panamá em 1826.